# Latrinska katastrofa v Erfurtu
Latrinska katastrofa v Erfurtu se je zgodila 26. julija 1184, ko je nemški kralj Henrik VI (kasneje cesar Svetega rimskega cesarstva) zbral Hoftag (neuradno zborovanje) v citadeli Petersberg v Erfurtu. Skupna teža plemičev je 26. julija zjutraj povzročila zrušitev lesenega poda nadstropja zgradbe. Padli so v greznico v kleti, kjer se jih je okoli 60 utopilo v tekočih iztrebkih. V nemščini se je incident poimenoval Erfurter Latrinensturz (erfurtški padec v latrino).

## Ozadje
Spor med deželnim grofom Ludvikom III. Turingijskim in nadškofom Konradom iz Mainza, ki je potekal od poraza Henrika Leva, se je tako zaostril, da je bil kralj Henrik VI. med svojim potovanjem po regiji v sklopu vojaškega pohoda na Poljsko prisiljen posredovati. Za rešitev spora se je Henrik odločil sklicati zbor v Erfurtu, kjer je bival. Povabil je številne plemiče.

## Dogodek
Na srečanje so bili povabljeni vsi plemiči iz Svetega rimskega cesarstva, do 25. julija so mnogi prispeli v Erfurt. Ob začetku zborovanja je pod obremenitvijo počil leseni pod dekanije v kateri je zbor potekal. Udeleženci so padli skozi pritličje ter v greznico v kleti v kateri naj bi se utopilo okoli 60 ljudi. Med žrtvami je bilo več pomembnih grofov. Kralj Henrik naj bi preživel samo zato, ker je sedel v niši s kamnitimi tlemi. Kasneje so ga rešili z uporabo lestev.
Veliko žrtev se je utopilo v človeških iztrebkih, mnogo pa se jih je tudi zadušilo zaradi hlapov ali pa jih je zdrobil padajoč pod.

## Izvirna besedila
- Cronica Reinhardsbrunnensis, MGH . SS XXX/1, str. 541-542. (v latinici)
- Cronica S. Petri Erfordensis moderna, MGH . SS XXX/1, str. 374. (v originalni latinici)
- Chronik von St. Peter zu Erfurt (V nemškem prevodu)